# Équipe du Portugal espoirs de football
Maillots
Actualités
L'équipe du Portugal espoirs de football est une sélection des meilleurs jeunes footballeurs portugais, constituée sous l'égide de la Fédération du Portugal de football. Elle prend part au championnat d'Europe espoirs, organisé tous les deux ans par l'UEFA.

## Résultats

### Palmarès
| Compétitions internationales          | Compétitions continentales                                                           |
| - Jeux olympiques - Quatrième en 1996 | - Championnat d'Europe espoirs - Finaliste en 1994, 2015 et 2021 - Troisième en 2004 |

| Meilleurs joueurs | Meilleurs buteurs                                                        |
| --- | ------------------------------------------------------------------------ |
| Meilleur joueur du Championnat d'Europe (3) : - Luís Figo (1994) - William Carvalho (2015) - Fábio Vieira (2021)                                                                                  | Meilleur buteur du Championnat d'Europe (1) : - João Vieira Pinto (1994) |
| Équipe type |                                                                          |
| Équipe type du Championnat d'Europe : - 2015 : José Sá, Raphaël Guerreiro, William Carvalho, Bernardo Silva, Ivan Cavaleiro - 2021 : Diogo Costa, Diogo Queirós, Fábio Vieira, Vitinha, Dany Mota |                                                                          |

### Parcours en compétitions internationales

#### Championnat d'Europe espoirs
| Année | Résultat         | J            | V            | N            | D            | BP           | BC           |
| ----- | ---------------- | ------------ | ------------ | ------------ | ------------ | ------------ | ------------ |
| 1978  | Non qualifié     | Non qualifié | Non qualifié | Non qualifié | Non qualifié | Non qualifié | Non qualifié |
| 1980  | Non qualifié     | Non qualifié | Non qualifié | Non qualifié | Non qualifié | Non qualifié | Non qualifié |
| 1982  | Non inscrit      | Non inscrit  | Non inscrit  | Non inscrit  | Non inscrit  | Non inscrit  | Non inscrit  |
| 1984  | Non qualifié     | Non qualifié | Non qualifié | Non qualifié | Non qualifié | Non qualifié | Non qualifié |
| 1986  | Non qualifié     | Non qualifié | Non qualifié | Non qualifié | Non qualifié | Non qualifié | Non qualifié |
| 1988  | Non qualifié     | Non qualifié | Non qualifié | Non qualifié | Non qualifié | Non qualifié | Non qualifié |
| 1990  | Non qualifié     | Non qualifié | Non qualifié | Non qualifié | Non qualifié | Non qualifié | Non qualifié |
| 1992  | Non qualifié     | Non qualifié | Non qualifié | Non qualifié | Non qualifié | Non qualifié | Non qualifié |
| 1994  | Finaliste        | 4            | 3            | 0            | 1            | 7            | 2            |
| 1996  | Quart de finale  | 2            | 1            | 0            | 1            | 1            | 2            |
| 1998  | Non qualifié     | Non qualifié | Non qualifié | Non qualifié | Non qualifié | Non qualifié | Non qualifié |
| 2000  | Non qualifié     | Non qualifié | Non qualifié | Non qualifié | Non qualifié | Non qualifié | Non qualifié |
| 2002  | Phase de groupes | 3            | 1            | 1            | 1            | 4            | 4            |
| 2004  | 3e place         | 5            | 2            | 1            | 2            | 9            | 11           |
| 2006  | Phase de groupes | 3            | 1            | 0            | 2            | 1            | 3            |
| 2007  | Phase de groupes | 4            | 1            | 2            | 1            | 5            | 2            |
| 2009  | Non qualifié     | Non qualifié | Non qualifié | Non qualifié | Non qualifié | Non qualifié | Non qualifié |
| 2011  | Non qualifié     | Non qualifié | Non qualifié | Non qualifié | Non qualifié | Non qualifié | Non qualifié |
| 2013  | Non qualifié     | Non qualifié | Non qualifié | Non qualifié | Non qualifié | Non qualifié | Non qualifié |
| 2015  | Finaliste        | 5            | 2            | 3            | 0            | 7            | 1            |
| 2017  | Phase de groupes | 3            | 2            | 0            | 1            | 7            | 5            |
| 2019  | Non qualifié     | Non qualifié | Non qualifié | Non qualifié | Non qualifié | Non qualifié | Non qualifié |
| 2021  | Finaliste        | 6            | 5            | 0            | 1            | 12           | 4            |
| 2023  | Quart de finale  | 4            | 1            | 1            | 2            | 3            | 5            |
| 2025  | Quart de finale  | 4            | 2            | 1            | 1            | 9            | 1            |
| Total | 11/25            | 43           | 21           | 9            | 13           | 65           | 40           |

#### Jeux Olympiques
| Année | Résultat        | J            | V            | N            | D            | BP           | BC           |
| ----- | --------------- | ------------ | ------------ | ------------ | ------------ | ------------ | ------------ |
| 1984  | Non qualifié    | Non qualifié | Non qualifié | Non qualifié | Non qualifié | Non qualifié | Non qualifié |
| 1988  | Non qualifié    | Non qualifié | Non qualifié | Non qualifié | Non qualifié | Non qualifié | Non qualifié |
| 1992  | Non qualifié    | Non qualifié | Non qualifié | Non qualifié | Non qualifié | Non qualifié | Non qualifié |
| 1996  | Quatrième       | 6            | 2            | 2            | 2            | 6            | 10           |
| 2000  | Non qualifié    | Non qualifié | Non qualifié | Non qualifié | Non qualifié | Non qualifié | Non qualifié |
| 2004  | 1er tour        | 3            | 1            | 0            | 2            | 6            | 9            |
| 2008  | Non qualifié    | Non qualifié | Non qualifié | Non qualifié | Non qualifié | Non qualifié | Non qualifié |
| 2012  | Non qualifié    | Non qualifié | Non qualifié | Non qualifié | Non qualifié | Non qualifié | Non qualifié |
| 2016  | Quart de finale | 4            | 2            | 1            | 1            | 5            | 6            |
| 2021  | Non qualifié    | Non qualifié | Non qualifié | Non qualifié | Non qualifié | Non qualifié | Non qualifié |
| 2024  | Non qualifié    | Non qualifié | Non qualifié | Non qualifié | Non qualifié | Non qualifié | Non qualifié |
| Total | 0 médaille      | 13           | 5            | 3            | 5            | 17           | 25           |

### Année en cours
|   | Date         | Lieu                   | Match                 | Score | Compétition                         |
| - | ------------ | ---------------------- | --------------------- | ----- | ----------------------------------- |
| 1 | 21 mars 2025 | Vila Nova de Famalicão | Portugal - Roumanie   | 0 - 1 | Match amical                        |
| 2 | 24 mars 2025 | West Bromwich          | Angleterre - Portugal | 4 - 2 | Match amical                        |
| 3 | 11 juin 2025 | Trenčín                | Portugal - France     | 0 - 0 | Euro espoirs 2025 (Groupe C)        |
| 4 | 14 juin 2025 | Trenčín                | Portugal - Pologne    | 5 - 0 | Euro espoirs 2025 (Groupe C)        |
| 5 | 17 juin 2025 | Trenčín                | Géorgie - Portugal    | 0 - 4 | Euro espoirs 2025 (Groupe C)        |
| 6 | 21 juin 2025 | Žilina                 | Portugal - Pays-Bas   | 0 - 1 | Euro espoirs 2025 (Quart de finale) |

## Personnalités

### Sélectionneurs
| Sélectionneur      | Période     | Matchs | Gagnés | Nuls | Perdus | Gagnés % |
| ------------------ | ----------- | ------ | ------ | ---- | ------ | -------- |
| Agostinho Oliveira | 2000-2002   | 7      | 3      | 1    | 3      | 42,85    |
| José Romão         | 2002-2004   | 15     | 8      | 2    | 5      | 53,33    |
| Agostinho Oliveira | 2004-2006   | 16     | 12     | 1    | 3      | 75,00    |
| José Couceiro      | 2006-2007   | 12     | 6      | 2    | 4      | 50,00    |
| Rui Caçador        | 2007-2009   | 23     | 12     | 4    | 7      | 52,17    |
| Oceano Cruz        | 2009-2010   | 12     | 6      | 2    | 4      | 50,00    |
| Rui Jorge          | 2010 - 2025 | 127    | 90     | 19   | 18     | 70,86    |
| Luís Freire        | 2025 -      | 0      | 0      | 0    | 0      | 0,00     |

### Joueurs emblématiques
| # | Joueurs         | Carrière  | Buts |
| - | --------------- | --------- | ---- |
| 1 | Hugo Almeida    | 2002-2007 | 16   |
| 2 | Fábio Silva     | 2021-     | 15   |
| 3 | Gonçalo Ramos   | 2020-2022 | 14   |
| 4 | Fábio Vieira    | 2019-2023 | 14   |
| 5 | Henrique Araújo | 2021-     | 13   |

| # | Joueurs          | Carrière  | Sélections |
| - | ---------------- | --------- | ---------- |
| 1 | Paulo Bernardo   | 2021-     | 32         |
| 2 | Henrique Araújo  | 2021-     | 32         |
| 3 | Manuel Fernandes | 2004-2008 | 30         |
| 4 | Ricardo Quaresma | 2002-2006 | 28         |
| 5 | Silvestre Varela | 2004-2007 | 28         |

Mis à jour le 21 juin 2025. Les joueurs sur fond vert sont encore en activité et éligibles.

## Effectif actuel
Les joueurs nés le 1er janvier 2002 ou après sont éligibles.